# 2013年亞洲青年運動會手球比賽
2013年亞洲青年運動會手球比賽於2013年8月13日至8月23日在中國南京舉行。

## 參賽隊伍

### 男子
| A組 - 伊朗 - 巴基斯坦 - 越南 | B組 - 沙特阿拉伯 - 蒙古 - 伊拉克 - 中国 | C組 - 科威特 - 泰国 - 巴林 - 中华台北 | D組 - 叙利亚 - 韩国 - 中国香港 |

### 女子
- 中国
- 韩国
- 蒙古
- 泰国
- 越南

## 外部連結
- 官方網站（页面存档备份，存于）